# オリエンタルラジオのツギクルッ!
『オリエンタルラジオのツギクルッ!』は、MUSIC ON! TVで2011年4月11日から2013年6月28日まで毎週平日に放送されていた音楽トークバラエティ。帯番組。ノンスクランブル放送（無料番組）。全545回。
姉妹番組に『オリエンタルラジオのまとめてツギクルッ!』がある。

## 概要
オリエンタルラジオのレギュラー冠番組。MUSIC ON! TVでは、『オリエンタルラジオのおいでよ!ドレミの森』（2008年4月-2010年3月）、『オリエンタルラジオのそれでいきます』（2010年4月-2011年3月）に続く3作目となる。前2作が様々な企画が詰まった週1回の約50分番組だったのに対し、今作は番組企画をゲストトークのみに絞り、放送内容が毎回異なる10分間の帯番組（週5回）となっている。日本工学院専門学校の一社提供。
2012年4月より、スカパー!において『ツギクルッ!』『まとめてツギクルッ!』ともに無料放送番組に変更。
2013年6月をもって2年間に渡った放送を終了。翌月より同じくオリエンタルラジオが司会の音楽情報番組『カウントダウン E.T』が開始。

## 番組内容
注目の新人アーティスト1組を1週間（5回）にわたりゲストに迎え、トークを通じて音楽性や素顔に迫る。同時にゲストの新譜の告知・宣伝を行なう。
オリラジの2人がゲストを挟んで、出演者全員が画面正面を向いた状態でテーブルに座り、鉄道模型が運んでくるカードに書かれた、ゲストに関する様々なキーワードに沿ってトークを展開。知り得た情報がテロップで発表されていく。トークパート終了後は、ゲストの新譜のミュージック・ビデオ（ショートバージョン）が流される。
恒例の番組プレゼントとしてゲストのサイン入りポラを抽選で進呈している。

## 出演者
MC
- オリエンタルラジオ（中田敦彦、藤森慎吾）

ゲスト
全103組

## 放送時間
- 2011年4月17日 - 2012年8月31日
  - 初回放送 - 毎週月曜〜金曜 24:20 - 24:30 / リピート放送 - 毎週火曜〜土曜 7:20 - 7:30、16:50 - 17:00
- 2012年9月3日 - 2013年3月29日
  - 初回放送 - 毎週月曜〜金曜 18:00 - 18:10 / リピート放送 - 毎週月曜〜金曜　24:20 - 24:30、毎週火曜〜土曜 7:20 - 7:30
- 2013年4月8日 - 6月28日
  - 初回放送 - 毎週月曜〜金曜 24:20 - 24:30 / リピート放送 - 毎週火曜〜土曜 6:20 - 6:30

## オリエンタルラジオのまとめてツギクルッ!
『オリエンタルラジオのまとめてツギクルッ!』はMUSIC ON! TVで2011年4月17日から2013年6月29日まで毎週放送されていた音楽トークバラエティ。全108回。
番組内容は『オリエンタルラジオのツギクルッ!』1週間放送分（5回）の総集編。ゲストトークを再編集したものとMVのほか、ゲストとオリラジがそれぞれ別に、収録後の感想を語る『ツギクルッ!』未放送シーンがエンディングに付け加えられている。

### 放送時間
- 初回放送
  - 2011年4月17日 - 2012年3月25日 / 日曜日 17:30 - 18:00
  - 2012年4月15日 - 9月2日 / 日曜日 25:00 - 25:30
  - 2012年9月8日 - 2013年3月30日 / 土曜日 23:00 - 23:30
  - 2013年4月13日 - 6月29日 / 土曜日 24:30 - 25:00
- リピート放送 - 2011年4月18日 - 2012年3月26日 / 月曜日 8:30 - 9:00　※以後リピート放送は廃止

## スタッフ
- 構成：渡邉勇穂
- 技術：エンドレス
- CAM：上池惟孝、福元憲之、加部大輔、中根聡
- 音声：勇和幸、幸田徹
- VE：上池惟孝、角田康治、飛田哲、中根聡、小崎秀司
- 美術：アックス
- 美術プロデューサー：清水久
- セットデザイン：宇野宏美
- 大道具：春日茂夫、井上亮
- ロゴデザイン：松田武士
- EED/MA：CRAZY TV
- 音響効果：岡田貴志（マジカル）、齋藤裕之（マジカル）
- ヘアメイク：田沢智美
- スタイリスト：中山美和
- AD：秀島裕基、幡司健太、井上亮
- ディレクター：元藤稔、豊嶋隆一
- AP：長岡美奈、阿部美幸
- プロデューサー：酒井智和、田村有樹子、西村伸太郎、李英叔、山田涼太郎
- 企画・制作：武山仁哉、津田佐和子、須藤健太郎、奥村麻里
- 制作協力：Yorke
- 制作・著作：MUSIC ON! TV inc.

## 放送リスト
放送日：ツギクルッ! /まとめてツギクルッ!
- 複数回登場
  - 3回 - 家入レオ
  - 2回 - 大国男児、乃木坂46、シクラメン、クリープハイプ ※菊地最愛（さくら学院、BABYMETAL）、水野絵梨奈（FLOWER、E-Girls）

## 関連番組
- オリエンタルラジオのおいでよ!ドレミの森（エムエム（MUSIC MACHINE））
- オリエンタルラジオのそれでいきます
- カウントダウン E.T
- ツギクルッ! ヒッツ - 新人アーティストMV番組。ロゴデザインが共通。